# إيرل د. ديزموند
إيرل د. ديزموند (بالإنجليزية: Earl D. Desmond)‏ هو سياسي أمريكي، ولد في 26 أغسطس 1895، وتوفي في 28 مايو 1958.